# Talagante
Talagante é a  comuna capital da  província homônima, na Região Metropolitana de Santiago, no Chile. Talagante, em língua Quéchua vem da palavra talacanta e significa "Laço de Hechicero", o qual era o nome próprio do curaca ou governante que dominava neste vale do Chile Central em representação do império Inca a chegada dos espanhóis. Talacanta foi em seus inícios Povoado de índios. Integra Junto com as comunas de Alhué, Curacaví, Isla de Maipo, María Pinto, Melipilla, El Monte, Padre Hurtado, Peñaflor e San Pedro o Distrito Eleitoral N° 31 e pertence a Circunscrição Senatorial 7ª da XIII  região Metropolitana de Santiago. Seu atual Alcalde é Raúl Leiva Carvajal.